# ویلت چمبرلین
ویلتون نورمن چمبرلین (به انگلیسی: Wilton Norman "Wilt" Chamberlain) ‏ (۲۱ اوت ۱۹۳۶ در فیلادلفیا - ۱۲ اکتبر ۱۹۹۹ در لس‌آنجلس) بازیکن بسکتبال اهل ایالات متحده آمریکا و یکی از بزرگ‌ترین بازیکنان تاریخ بسکتبال جهان و همچنین اتحادیه ملی بسکتبال است. چمبرلین با قد ۲۱۶ سانتی‌متر در پست سنتر بازی می‌کرد. چمبرلین ابتدا عضو تیم بسکتبال نمایشی هارلم گلوبتراترز بود. او بعدها برای فیلادلفیا/سان فرانسیسکو واریرز، فیلادلفیا سونتی سیکسرز و لس‌ آنجلس لیکرز بازی کرد. او تنها بازیکن در تاریخ ان‌بی‌ای است که موفق به کسب ۱۰۰ امتیاز شخصی در یک مسابقه شده‌است. ویلت هم دورهٔ بیل راسل، نیت تمند و کریم عبدالجبار که از بهترین بازیکنان پست سنتر تاریخ محسوب می‌شوند، بوده‌است و دوئل او با بیل راسل و کریم عبدالجبار از بزرگ‌ترین رقابت‌های تک به تک در تاریخ بسکتبال محسوب می‌شود.
ویلت چهار بار توانسته جایزه باارزش‌ترین بازیکن ان‌بی‌ای را تصاحب کند. او با کسب آمارهای خیره‌کننده و باورنکردنی همواره در صدر تیترهای ورزشی آن دوران بوده‌است.
آمار ۱۰۰ امتیاز در یک بازی و ۵۵ ریباند در یک بازی و هم چنین آمار میانگین امتیاز 50.4 در 80 بازی در طول یک فصل از آمارهای فوق‌العاده او محسوب می‌شود که تا به امروز دست نیافتنی مانده‌است.
چند فصل فوق العاده ویلت شامل:
فصل 1961-62:میانگین امتیاز 50.4،میانگین ریباند 25.7 در 80 بازی
فصل 1962-63:میانگین امتیاز 44.8،میانگین ریباند 24.3 در 80 بازی
فصل 1960-61:میانگین امتیاز 38.4،میانگین ریباند 27.2 در 79 بازی
فصل 1959-60:میانگین امتیاز 37.6،میانگین ریباند 27.0 در 72 بازی
4 فصل بالا از حیث میانگین امتیاز در صدر تاریخ ان بی ای میباشد.که نزدیک ترین آمار به او،فصل 1986-87 مایکل جردن با میانگین امتیاز 37.1 در 82 بازی میباشد.
با وجود آمارهای خیره‌کننده و حرکات مهار نشدنی، او فقط دو بار طعم قهرمانی ان‌بی‌ای را چشید. بیل راسل افسانه‌ای به همراه تیمش، بوستون سلتیک که همواره از بهترین  تیمهای تاریخ ان‌بی‌ای محسوب می‌شوند، هم دورهٔ ویلت چمبرلین بودند که از دلایل ناکامی ویلت در قهرمان نشدن لیگ ان‌‍بی‌ای بوده‌است. ویلت در پنج سال آخر حضور خود در ان‌بی‌ای در تیم لس آنجلس لیکرز بازی کرد و هر پنج فصل به فینال رسیدند اما فقط یک بار به عنوان قهرمانی دست یافت.
او در ریباند کردن مهارت ویژه‌ای داشت و از ویلت به عنوان بهترین ریباندر تاریخ بسکتبال یاد می‌شود.
هم چنین نام او جز 10 بازیکن برتر تاریخ بسکتبال و در کنار مایکل جردن افسانه ای قرار دارد.

## برهان ویلت چمبرلین
رابرت نوزیک با الهام از بازی چمبرلین، «برهان ویلت چمبرلین» (به انگلیسی: Wilt Chamberlain Argument) را در فلسفه سیاسی مطرح کرد. ساختار تقریر این برهان به‌طور خلاصه بدین شکل است:
1. {\displaystyle D_{1}} را توزیعی در جامعه {\displaystyle S} با الگوی ساختاری دلخواه در نظر می‌گیریم و برای جامعه یک میلیون عضو فرض می‌کنیم. اگر توزیع {\displaystyle D_{1}} عادلانه باشد هر عضو به میزان {\displaystyle Rn} دارایی دارد و می‌تواند آن را هر طور که خواست خرج کند. ویلت چمبرلین عضوی از {\displaystyle S} است، بنابراین {\displaystyle Rn} دارایی دارد.
2. فرض کنیم هر عضو {\displaystyle S}، بخواهد برای دیدن بازی ویلت چمبرلین {\displaystyle 0.25Rn} آزادانه بدهد؛ بنابراین حالا هر عضو {\displaystyle Rn-0.25} و چمبرلین {\displaystyle 250000Rn} دارد.
3. حال توزیع {\displaystyle D_{2}} در جامعه {\displaystyle S} پدید آمده که حاصل از توزیع نخست و تبادل آزاد است؛ بنابراین {\displaystyle D_{2}} عادلانه‌است، اما از الگوی نخستین تخطی می‌کند.